# دیرک بلوکر
دیرک بلوکر (انگلیسی: Dirk Blocker؛ زادهٔ ۳۱ ژوئیهٔ ۱۹۵۷) هنرپیشه اهل ایالات متحده آمریکا است.
از فیلم‌ها یا برنامه‌های تلویزیونی که وی در آن نقش داشته‌است می‌توان به ارواح خبیثه، شاهزاده تاریکی، اعتدالین، آدم‌فضایی، مرز، جنون نیمه‌شب و بروکلین نه-نه اشاره کرد.